# Teredora malleolus
Teredora malleolus är en musselart som först beskrevs av Turton 1822.  Teredora malleolus ingår i släktet Teredora och familjen skeppsmaskar. Inga underarter finns listade i Catalogue of Life.